# Coppa Italia 2003-2004 (pallavolo maschile)
La Coppa Italia di pallavolo maschile 2003-04 fu la 26ª edizione della manifestazione organizzata dalla Lega Pallavolo Serie A e dalla FIPAV.

## Regolamento e avvenimenti
Come negli anni precedenti, fu organizzata una final-eight con quarti, semifinali e finale, da disputarsi con gare ad eliminazione diretta. Al torneo presero parte le squadre classificate ai primi otto posti al termine del girone d'andata del campionato di 2003-04.
I quarti di finale furono disputati l'11 e il 12 febbraio 2004 alla Spezia, mentre semifinali e finale si giocarono al Mandela Forum di Firenze il 14 e il 15 febbraio 2004. Nell'ultima gara la Sisley Treviso s'impose per 3-0 sulla Noicom BreBanca Cuneo di fronte a circa 6.000 spettatori, conquistando per la terza volta il trofeo. MVP della finale fu nominato Valerio Vermiglio.

## Partecipanti
- Itas Diatec Trentino
- Copra Asystel Ventaglio Piacenza
- Sisley Treviso
- Lube Banca Marche Macerata
- Edilbasso&Partners Padova
- Unimade Parma
- Icom Latina
- Noicom BreBanca Cuneo

## Risultati
|  | Quarti di finale | Quarti di finale | Quarti di finale |         |          | Semifinali | Semifinali | Semifinali |  |  | Finali | Finali | Finali |
|  |                  |                  |                  |         |          |            |            |            |  |  |        |        |        |
|  | 1                | Trento           | 2                |         |          |            |            |            |  |  |        |        |        |
|  | 8                | Cuneo            | 3                |         |          |            |            |            |  |  |        |        |        |
|  | 8                | Cuneo            | 3                |         | 8        | Cuneo      | 3          |            |  |  |        |        |        |
|  |                  |                  |                  |         | 8        | Cuneo      | 3          |            |  |  |        |        |        |
|  |                  | 4                | Macerata         | 2       |          |            |            |            |  |  |        |        |        |
|  | 4                | 4                | Macerata         | 2       | Macerata | 3          |            |            |  |  |        |        |        |
|  | 4                |                  |                  |         | Macerata | 3          |            |            |  |  |        |        |        |
|  | 5                | Padova           | 2                |         |          |            |            |            |  |  |        |        |        |
|  |                  |                  |                  |         |          |            |            |            |  |  | 8      | Cuneo  | 0      |
|  |                  |                  | 3                | Treviso | 3        |            |            |            |  |  |        |        |        |
|  | 2                | Piacenza         | 0                |         |          |            |            |            |  |  |        |        |        |
|  | 7                | Latina           | 3                |         |          |            |            |            |  |  |        |        |        |
|  | 7                | Latina           | 3                |         | 7        | Latina     | 0          |            |  |  |        |        |        |
|  |                  |                  |                  |         | 7        | Latina     | 0          |            |  |  |        |        |        |
|  |                  | 3                | Treviso          | 3       |          |            |            |            |  |  |        |        |        |
|  | 3                | 3                | Treviso          | 3       | Treviso  | 3          |            |            |  |  |        |        |        |
|  | 3                |                  |                  |         | Treviso  | 3          |            |            |  |  |        |        |        |
|  | 6                | Parma            | 1                |         |          |            |            |            |  |  |        |        |        |